# Hypena veronikae
Hypena veronikae là một loài bướm đêm trong họ Erebidae.